# The Reflection Tour
Reflection Tour es la primera gira mundial del grupo estadounidense Fifth Harmony, realizada para promover su primer álbum de estudio, Reflection. Los artistas Jasmine V, Jacob Whitesides y Mahogany Lox actuarán en la gira como teloneros. El tour inició el 27 de febrero del 2015 en San Francisco y terminó el 12 de febrero de 2016, Dubái. 

## Actos de apertura
- Jasmine V
- Mahogany Lox
- Jacob Whitesides
- Bea Miller
- Natalie La Rose
- Debby and the Never Ending
- ARI
- Meli G

## Lista de canciones
Setlist 1:
1. «Reflection»[2]
2. «Going Nowhere»
3. «Miss Movin' On»
4. «Sledgehammer»
5. «Better Together»
6. «Suga Mama»
7. «Worth It»
8. Instrumental: Body Rock
9. Them Girls Be Like
10. «Who Are You»
11. «Take Me To Church» (Hozier cover)
12. «We Know»
13. «We Belong Together
14. Shake It Off
15. Always Be My Baby» (Mariah Carey Cover)
16. «Like Mariah»
17. «Everlasting Love»
18. «Top Down»
19. «This Is How We Roll»
20. «Bo$$»
21. «Brave Honest Beautiful»

Summer Tour Setlist:
1. Bo$$
2. Reflection
3. Going Nowhere
4. Miss Movin’ On
5. Sledgehammer
6. Suga Mama
7. Them Girls Be Like
8. Top Down
9. Better Together
10. This Is How We Roll
11. Brave, Honest, Beautiful
12. Like Mariah
13. We Know
14. Who Are You
15. Medley (Covers)
16. Dreamlover (Cover)
17. Everlasting Love
18. Worth It
19. Body Rock

## Fechas
| Día                     | Ciudad                 | País                   | Lugar                                       | Acto de Apertura                                      |                        |                        |
| Norteamérica — Etapa I  | Norteamérica — Etapa I | Norteamérica — Etapa I | Norteamérica — Etapa I                      | Norteamérica — Etapa I                                | Norteamérica — Etapa I | Norteamérica — Etapa I |
| ----------------------- | ---------------------- | ---------------------- | ------------------------------------------- | ----------------------------------------------------- | ---------------------- | ---------------------- |
| 27 de febrero de 2015   | San Francisco          | Estados Unidos         | The Regency Ballroom                        | Jasmine V Mahogany Lox Jacob Whitesides               |                        |                        |
| 28 de febrero de 2015   | San Diego              | Estados Unidos         | House Of Blues                              | Jasmine V Mahogany Lox Jacob Whitesides               |                        |                        |
| 1 de marzo de 2015      | Los Ángeles            | Estados Unidos         | Club Nokia                                  | Jasmine V Mahogany Lox Jacob Whitesides               |                        |                        |
| 4 de marzo de 2015      | Dallas                 | Estados Unidos         | South Side Music Hall                       | Jasmine V Mahogany Lox Jacob Whitesides               |                        |                        |
| 5 de marzo de 2015      | Houston                | Estados Unidos         | Warehouse Live                              | Jasmine V Mahogany Lox Jacob Whitesides               |                        |                        |
| 7 de marzo de 2015      | Fort Lauderdale        | Estados Unidos         | Parker Playhouse                            | Jasmine V Mahogany Lox Jacob Whitesides               |                        |                        |
| 8 de marzo de 2015      | Tampa                  | Estados Unidos         | Busch Gardens Tampa                         | Jasmine V Mahogany Lox Jacob Whitesides               |                        |                        |
| 9 de marzo de 2015      | Atlanta                | Estados Unidos         | Buckhead Theatre                            | Jasmine V Mahogany Lox Jacob Whitesides               |                        |                        |
| 10 de marzo de 2015     | Charlotte              | Estados Unidos         | Amos Southend                               | Jasmine V Mahogany Lox Jacob Whitesides               |                        |                        |
| 11 de marzo de 2015     | Norfolk                | Estados Unidos         | The Norva                                   | Jasmine V Mahogany Lox Jacob Whitesides               |                        |                        |
| 12 de marzo de 2015     | Richmond               | Estados Unidos         | The National                                | Jasmine V Mahogany Lox Jacob Whitesides               |                        |                        |
| 14 de marzo de 2015     | Chicago                | Estados Unidos         | The Vic Theatre                             | Jasmine V Mahogany Lox Jacob Whitesides               |                        |                        |
| 15 de marzo de 2015     | Indianápolis           | Estados Unidos         | Murat Shrine                                | Jasmine V Mahogany Lox Jacob Whitesides               |                        |                        |
| 16 de marzo de 2015     | Royal Oak              | Estados Unidos         | Royal Oak Music Theatre                     | Jasmine V Mahogany Lox Jacob Whitesides               |                        |                        |
| 17 de marzo de 2015     | Toronto                | Canadá                 | Polson Pier                                 | Jasmine V Mahogany Lox Jacob Whitesides               |                        |                        |
| 18 de marzo de 2015     | Youngstown             | Estados Unidos         | Stambaugh Auditorium                        | Jasmine V Mahogany Lox Jacob Whitesides               |                        |                        |
| 20 de marzo de 2015     | Red Bank               | Estados Unidos         | Count Basie Theatre                         | Jasmine V Mahogany Lox Jacob Whitesides               |                        |                        |
| 21 de marzo de 2015     | Albany                 | Estados Unidos         | Upstate Concert Hall                        | Jasmine V Mahogany Lox Jacob Whitesides               |                        |                        |
| 22 de marzo de 2015     | Mashantucket           | Estados Unidos         | Foxwoods Resort Casino                      | Jasmine V Mahogany Lox Jacob Whitesides               |                        |                        |
| 23 de marzo de 2015     | New York               | Estados Unidos         | Best Buy Theater                            | Jasmine V Mahogany Lox Jacob Whitesides               |                        |                        |
| 24 de marzo de 2015     | Boston                 | Estados Unidos         | Wilbur Theatre                              | Jasmine V Mahogany Lox Jacob Whitesides               |                        |                        |
| 26 de marzo de 2015     | Bethlehem              | Estados Unidos         | Sands Casino Resort Bethlehem               | Jasmine V Mahogany Lox Jacob Whitesides               |                        |                        |
| 27 de marzo de 2015     | Filadelfia             | Estados Unidos         | Keswick Theatre                             | Jasmine V Mahogany Lox Jacob Whitesides               |                        |                        |
| Norteamérica — Etapa II |                        |                        |                                             |                                                       |                        |                        |
| 15 de julio de 2015     | Louisville             | Estados Unidos         | The Louisville Palace                       | Bea Miller Natalie La Rose Debby and the Never Ending |                        |                        |
| 17 de julio de 2015     | Lakewood               | Estados Unidos         | Lakewood Civic Auditorium                   | Bea Miller Natalie La Rose Debby and the Never Ending |                        |                        |
| 20 de julio de 2015     | Atlanta                | Estados Unidos         | Cobb Energy Performing Arts Centre          | Bea Miller Natalie La Rose Debby and the Never Ending |                        |                        |
| 21 de julio de 2015     | Nashville              | Estados Unidos         | Ryman Auditorium                            | Bea Miller Natalie La Rose Debby and the Never Ending |                        |                        |
| 23 de julio de 2015     | Saint Louis            | Estados Unidos         | Peabody Opera House                         | Bea Miller Natalie La Rose Debby and the Never Ending |                        |                        |
| 24 de julio de 2015     | Rogers                 | Estados Unidos         | Walmart Amphitheatre                        | Bea Miller Natalie La Rose Debby and the Never Ending |                        |                        |
| 25 de julio de 2015     | Baton Rouge            | Estados Unidos         | Blue Bayou and Dixie Landin'                | Bea Miller Natalie La Rose Debby and the Never Ending |                        |                        |
| 26 de julio de 2015     | Birmingham             | Estados Unidos         | Concert Hall                                | Bea Miller Natalie La Rose Debby and the Never Ending |                        |                        |
| 28 de julio de 2015     | Jacksonville           | Estados Unidos         | Florida Theater                             | Bea Miller Natalie La Rose Debby and the Never Ending |                        |                        |
| 29 de julio de 2015     | Miami Beach            | Estados Unidos         | The Fillmore Miami Beach                    | Bea Miller Natalie La Rose Debby and the Never Ending |                        |                        |
| 30 de julio de 2015     | Clearwater             | Estados Unidos         | Ruth Eckerd Hall                            | Bea Miller Natalie La Rose Debby and the Never Ending |                        |                        |
| 31 de julio de 2015     | Orlando                | Estados Unidos         | Dr. Phillips Center for the Performing Arts | Bea Miller Natalie La Rose Debby and the Never Ending |                        |                        |
| 2 de agosto de 2015     | San Antonio            | Estados Unidos         | Tobin Center                                | Bea Miller Natalie La Rose Debby and the Never Ending |                        |                        |
| 3 de agosto de 2015     | Houston                | Estados Unidos         | Bayou Music Center                          | Bea Miller Natalie La Rose Debby and the Never Ending |                        |                        |
| 4 de agosto de 2015     | Midland                | Estados Unidos         | Wagner Noël Performing Arts Center          | Bea Miller Natalie La Rose Debby and the Never Ending |                        |                        |
| 5 de agosto de 2015     | Dallas                 | Estados Unidos         | Verizon Theatre                             | Bea Miller Natalie La Rose Debby and the Never Ending |                        |                        |
| 7 de agosto de 2015     | Phoenix                | Estados Unidos         | Comerica Theatre                            | Bea Miller Natalie La Rose Debby and the Never Ending |                        |                        |
| 8 de agosto de 2015     | Costa Mesa             | Estados Unidos         | Orange County Fair & Exhibition Center      | Bea Miller Natalie La Rose Debby and the Never Ending |                        |                        |
| 9 de agosto de 2015     | San José               | Estados Unidos         | Event Center Arena                          | Bea Miller Natalie La Rose Debby and the Never Ending |                        |                        |
| 11 de agosto de 2015    | Santa Rosa             | Estados Unidos         | Wells Fargo Center for the Arts             | Bea Miller Natalie La Rose Debby and the Never Ending |                        |                        |
| 12 de agosto de 2015    | Bakersfield            | Estados Unidos         | Rabobank Theater                            | Bea Miller Natalie La Rose Debby and the Never Ending |                        |                        |
| 13 de agosto de 2015    | Las Vegas              | Estados Unidos         | The Pearl Concert Theater                   | Bea Miller Natalie La Rose Debby and the Never Ending |                        |                        |
| 18 de agosto de 2015    | Denver                 | Estados Unidos         | Paramount Theatre                           | Bea Miller Natalie La Rose Debby and the Never Ending |                        |                        |
| 20 de agosto de 2015    | Kansas City            | Estados Unidos         | Uptown Theater                              | Bea Miller Natalie La Rose Debby and the Never Ending |                        |                        |
| 21 de agosto de 2015    | Milwaukee              | Estados Unidos         | Riverside Theatre                           | Bea Miller Natalie La Rose Debby and the Never Ending |                        |                        |
| 23 de agosto de 2015    | Búfalo                 | Estados Unidos         | Shea's Performing Arts Center               | Bea Miller Natalie La Rose Debby and the Never Ending |                        |                        |
| 24 de agosto de 2015    | Albany                 | Estados Unidos         | Palace Theatre                              | Bea Miller Natalie La Rose Debby and the Never Ending |                        |                        |
| 26 de agosto de 2015    | Washington D. C.       | Estados Unidos         | Warner Theatre                              | Bea Miller Natalie La Rose Debby and the Never Ending |                        |                        |
| 27 de agosto de 2015    | New York               | Estados Unidos         | Beacon Theater                              | Bea Miller Natalie La Rose Debby and the Never Ending |                        |                        |
| 4 de septiembre de 2015 | Siracusa               | Estados Unidos         | Great New York State Fair                   | Bea Miller Natalie La Rose Debby and the Never Ending |                        |                        |
| 7 de septiembre de 2015 | Timonium               | Estados Unidos         | Maryland State Fair                         | Bea Miller Natalie La Rose Debby and the Never Ending |                        |                        |
| 10 de octubre de 2015   | Isla Paradise          | Bahamas                | Atlantis Paradise Island                    | Bea Miller Natalie La Rose Debby and the Never Ending |                        |                        |
| Europa — Etapa III      |                        |                        |                                             |                                                       |                        |                        |
| 26 de octubre de 2015   | Madrid                 | España                 | La Riviera                                  | N/A                                                   |                        |                        |
| 31 de octubre de 2015   | Ámsterdam              | Países Bajos           | Melkweg                                     | N/A                                                   |                        |                        |
| 3 de noviembre de 2015  | Londres                | Reino Unido            | O2 Shepherd's Bush Empire                   | N/A                                                   |                        |                        |
| 4 de noviembre de 2015  | Mánchester             | Reino Unido            | The Ritz                                    | N/A                                                   |                        |                        |
| 8 de noviembre de 2015  | Frankfurt              | Alemania               | Gibson Club                                 | N/A                                                   |                        |                        |
| 9 de noviembre de 2015  | París                  | Francia                | Le Trianon                                  | N/A                                                   |                        |                        |
| Norteamérica — Etapa IV |                        |                        |                                             |                                                       |                        |                        |
| 25 de noviembre de 2015 | Ciudad de México       | México                 | El Plaza Condesa                            | Ari Meli G                                            |                        |                        |
| Asia — Etapa V          |                        |                        |                                             |                                                       |                        |                        |
| 12 de febrero de 2016   | Dubái                  | Emiratos Árabes Unidos | Dubai Media City                            | —                                                     |                        |                        |